# Lepidotheca altispina
Lepidotheca altispina is een hydroïdpoliep uit de familie Stylasteridae. De poliep komt uit het geslacht Lepidotheca. Lepidotheca altispina werd in 1991 voor het eerst wetenschappelijk beschreven door Cairns. 